# Gaston Mandata N'Guérékata
Gaston Mandata N'Guérékata, né le 20 mai 1953 à Paoua (République centrafricaine), est un professeur des universités et homme politique centrafricain. Il est également membre du conseil des chercheurs africains américains en sciences mathématiques depuis 1998.

## Biographie
Né le 20 mai 1953 à Paoua (République Centrafricaine), N'Guérékata a fait ces études à l'École sous préfectorale de Paoua, au Lycée moderne de Berbérati, au Lycée d'État des Rapides et au Lycée Barthélemy Boganda de Bangui où il a été déclaré admis au Baccalauréat série C en 1972 et classé Premier de la République centrafricaine.
Étudiant à l'Université de Montréal, il a défendu une thèse de Ph. D. en mathématiques sous la direction du Professeur Samuel Zaidman le 18 novembre 1980. Il est rentré en décembre de la même année en Centrafrique où il a commencé sa carrière d'enseignant-chercheur à l'Université de Bangui, entrecoupée d'un séjour à l'université de Californie à Berkeley en 1987 avec douze publications dans des revues mathématiques internationales avec comité de lecture.
Entre autres N'Guérékata est auteur de plus de 170 publications scientifiques dont cinq livres de niveau doctorat/recherche.

## Responsabilités

### Responsabilités gouvernementales
- Ministre conseiller porte parole du Président André Kolingba en (1993-1994)
- Secrétaire d'État chargé de la Recherche scientifique et technique (1992 - 1993)
- Haut Commissaire à la Présidence de la République chargé de la Recherche scientifique et technique (1987-1992)
- Conseiller au ministère de l'Éducation nationale (1983-1984)

### Responsabilités Académiques
- Doyen associé à l'Université d'informatique, mathématique et sciences naturelles de Morgan - Baltimore (États-Unis) - (2013-présent)
- Vice Doyen à l'Université d'informatique, mathématique et sciences naturelles de Morgan - Baltimore (États-Unis) - (2012-2013)
- Vice Doyen à l'Université d'informatique, mathématique et sciences naturelles de Morgan - Baltimore (États-Unis) - (2007-2009)
- Président au département de mathématique à L'Université de Morgan - Baltimore -(États-Unis) - (2002-2007)
- Président intérimaire au département de mathématique à l'Université de Morgan - Baltimore - (États-Unis) - (2001-2002)
- Vice Recteur à l'Université de Bangui (République centrafricaine) - (1994-1995)
- Recteur Intérimaire à l'Université de Bangui (République centrafricaine) - (1983-1984)
- Vice Recteur à l'Université de Bangui (République Centrafricaine) - (1981-1983)

### Enseignement et Recherche
- Professeur invité à l'Université des Antilles et de la Guadeloupe - (Guadeloupe) - (2009- Janvier/Février)
- Professeur invité à l'Université Panthéon-Sorbonne - Paris 1 (France) - (2008- June)
- Professeur invité à l'Université de science et technologie de Pékin - (Chine) - (2007- Mai)
- Professeur invité à l'Université des Antilles et de la Guadeloupe - (Guadeloupe) - (2007- Décembre)
- Professeur invité à l'Université Panthéon-Sorbonne - Paris 1 (France) - (2006-Jun/Juillet)
- Professeur invité à l'Université de science et technologie de Hefei - (Chine) - (2006-Avril)
- Professeur invité à l'Université de Delaware - (États-Unis) - (2006- Janvier-Avril)
- Professeur à l'Université de Morgan - Baltimore (États-Unis) - (2003-présent)
- Professeur associé à l'Université de Morgan - Baltimore (États-Unis) - (1997-2003)
- Conférencier à l'Université de Morgan - Baltimore (États-Unis) - (1996-1997)
- Professeur invité à l'Université de New York à Buffalo (États-Unis) - (1995-1996)
- Professeur titulaire à l'Université de Bangui (République Centrafricaine) - (1987-présent)
- Maître de conférences à l'Université de Bangui (République Centrafricaine) - (1980-1987)
- Professeur invité à l'Université de Montréal (Canada) - (1985)
- Professeur invité à l'Université de Laval au Québec (Canada) - (1984)
- Post Doctorat à l'Université de Californie à Berkeley (États-Unis) - (1983)
- Instructeur à l'Université du Québec (Canada) - (1978-1980)
- Professeur assistant à l'Université de Montréal (Canada) - (1976-1980)

### Autres responsabilités
- Membre de l'Académie africaine des sciences depuis 2006
- Membre du Conseil pour les Chercheurs africains américains en sciences mathématiques depuis 1998

## Décorations
- Chevalier de la Légion d'honneur.
- Commandant dans l'ordre du mérite
- Chevalier des Palmes académiques de Centrafrique
- Prix NAFEAO Noble Award
- Médaille Iva Jones
- Prix international De Dansye Jean Mc intire II

### Ouvrages
- G. M. N’Guerekata, Topics in Almost Automorphy, Springer, 2005 (ISBN 0-387-22846-2).
- G. M. N’Guerekata, Almost Automorphic and Almost Periodic Functions ln Abstract Spaces, Kluwer/Plenum Academic Publishers, 2001 (ISBN 0-306-46686-4).
- G. M. N’Guerekata, PreCalculus, Kendall/Hunt Publishing Company, 2002 (ISBN 0-7872-9404-7)
- G. M. N’Guerekata, Introductory Algebra, Kendall/Hunt Publishing Company, 2002 (ISBN 0-7872-9401-2).
- J. Liu, G. M. N’Guerekata et Nguyen Van Minh, Stability and Periodicity for Evolution Equations, World Scientific, 2008, 208 p. (ISBN 978-981-281-823-2, lire en ligne).
- Nguyen Van Minh, G. M. N’Guerekata et R. Yuan, Lectures on the asymptotic behavior of solutions of differential equations, Nova Science Publishers, 2008 (ISBN 978-1-60456-456-3).
- S. Abbas, M. Benchohra et G. M. N’Guerekata, Topics in Fractional Differential Equations, Springer, 2012 (ISBN 978-1-4614-4035-2).
- G. M. N’Guerekata et A. Nkwanta, Council for African American Researchers in the Mathematical Sciences, vol. IV, Contemporary Mathematics American Mathematical Society, 2001 (ISBN 0-8218-2793-6).
- F. Liu, Z. Nashed, G. M. N’Guerekata, D. Pokrajac, Z. Qiao et X. Xia, Advances in Applied and Computational Mathematics, Nova Science Publishers, 2006 (ISBN 1-60021-358-8).
- F. Liu et G. M. N’Guerekata, Discrete and Applied Mathematics, Nova Science Publishers, 2008, 374 p. (ISBN 978-1-60021-810-1).
- G. M. N’Guerekata, Trends in Evolution Equation Research, Nova Science Publ, 2008 (ISBN 978-1-60456-270-5).
- G. M. N’Guerekata, Focus on Evolution Equations, Nova Publishers, 2008 (ISBN 978-1-60021-342-7 et 1-60021-342-1).
- G. M. N’Guerekata, Leading-Edge Research on Evolution Equations, Nova Science Publishers, 2008, 241 p. (ISBN 978-1-60456-226-2, lire en ligne).
- A. Noel, D. King, G.M. N’Guerekata et E. Goins, Council for African American Researchers in the Mathematical Sciences, vol. V, Contemporary Mathematics American Mathematical Society, 2008 (ISBN 978-0-8218-4457-1).

### Sélection d'articles
- (en) K. Ezzinbi et S. Fatajou and G. M. N’Guerekata, « Pseudo almost automorphic solutions to some neutral partial functional differential equations », Nonlinear Analysis, vol. 70, no 4,‎ 2009, p. 1641-1647.
- (en) K. Ezzinbi, S. Fatajou et G. M. N’Guerekata, « Pseudo almost automorphic solutions of dissipative differential equations in Banach spaces », J. Math. Anal. l., vol. 351,‎ 2009, p. 765-772.
- (en) K. Ezzinbi et G. M. N’Guerekata, « Almost automorphic solutions for some partial functional differential equations », J. Math. Anal. Appl., vol. 328, no 1,‎ 2007, p. 344-358.
- (en) B. Baillon, J. Blot, G. M. N’Guerekata et Pennequin, « On C (n)-ost periodic solutions to some nonautonomous differential equations in Banach spaces », Annales Societatis Mathematicae, Series I: Commentationes hematicae Rocz. Polisk. Towar. Mate., vol. 46, no 2,‎ 2006, p. 263-273.
- (en) G. M. N’Guerekata, « Almost periodicity in linear topological spaces and applications to abstracts differential equations », Intern. J. Math. & Math. Sci., vol. 7, no 3,‎ 1984, p. 529-540.
- G. M. N’Guerekata, « Quelques remarques sur les fonctions asymptotiquement presque automorphes », Ann. Sci. Math. Quebec, vol. VII, no 2,‎ 1983, p. 185-191.
- G. M. N’Guerekata, « Sur les fonctions presqu’automorphes d’équations différentielles abstraites », Ann. Sci. Math. Quebec, vol. 5, no 1,‎ 1981, p. 69-79.